# Олдрич, Фредерик
Фредерик Олдрич (англ. Frederick Aldrich; 1 мая 1927 — 12 июля 1991) — американский морской биолог. Бакалавр искусств, Ph.D, профессор. Наиболее известен тем, что изучал гигантского кальмара.
Родился в Нью-Джерси. Посещал Ратгерский университет, в котором и стал доктором наук.
В 1961 начал работать ассоциированным профессором в Мемориальном университете Ньюфаундленда.
С 1990 и до конца жизни профессор морской биологии.
В честь него назван вид Australiteuthis aldrichi, небольшой кальмар.